# 美和土生
美和 土生（みわ の はぶ）は、奈良時代の皇族・貴族。太政大臣・高市皇子の孫か。氏は神、名は壬生とも記される。官位は従五位上・駿河守。

## 経歴
孝謙朝の天平勝宝3年（751年）兄弟と思しき岡屋王と共に美和真人姓を与えられて臣籍降下する。
天平宝字8年（764年）2月に従五位下に叙爵し、同年発生した藤原仲麻呂の乱終結後に摂津亮に任ぜられる。称徳朝から光仁朝前半の約10年に亘って主殿頭を務め、光仁朝では伊勢介・丹波員外介など近国の国司を兼ねると共に、宝亀4年（773年）従五位上に叙せられている。
光仁朝後半の宝亀8年（777年）員外左少弁次いで右少弁と弁官に遷るが、翌宝亀9年（778年）には駿河守として地方官に転じた。

## 官歴
『続日本紀』による。
- 天平勝宝3年（751年） 正月27日：臣籍降下（美和真人）
- 時期不詳：正六位上
- 天平宝字8年（764年） 2月23日：従五位下。10月9日：摂津亮
- 時期不詳：主殿頭
- 神護景雲元年（767年） 7月3日：兼豊後介
- 宝亀元年（770年） 10月23日：兼伊勢介
- 時期不詳：左少弁
- 宝亀2年（771年） 7月23日：兼但馬員外介。時期不詳：主殿頭。11月19日：兼丹波員外介
- 宝亀3年（772年） 4月27日：伊勢員外介
- 宝亀4年（773年） 正月7日：従五位上
- 宝亀8年（777年） 正月25日：散位頭。正月27日：員外左少弁。10月13日：右少弁
- 宝亀9年（778年） 2月4日：駿河守